# Rodríguez Clara
Rodríguez Clara är en ort i Mexiko.   Den ligger i kommunen Álamo Temapache och delstaten Veracruz, i den sydöstra delen av landet, 220 km nordost om huvudstaden Mexico City. Rodríguez Clara ligger 56 meter över havet och antalet invånare är 526.
Terrängen runt Rodríguez Clara är huvudsakligen platt, men västerut är den kuperad. Runt Rodríguez Clara är det ganska tätbefolkat, med 65 invånare per kvadratkilometer. Närmaste större samhälle är Álamo, 6,3 km öster om Rodríguez Clara. Trakten runt Rodríguez Clara består till största delen av jordbruksmark.